# Олимпијско село у Пекингу
Љетње олимпијско село у Пекингу 2008. (поједностављени кинески језик: 北京奥运村; традиционални кинески: 北京奧運村; пињин: Běijīng 2008 Àoyùn Cūn) је стамбени комплекс у Пекингу, који је отворен 2. јула 2008. године и затворена 27. августа 2008. у вези са Летњим олимпијским играма 2008.. Као олимпијско село, угостио је такмичаре и њихове тренере током догађаја.
Село се налази на 660.000 квадратних метара (7.100.000 квадратних стопа) земљишта које се повезује са Олимпијском шумом и стадионом. Такође је повезан са два медијска села која могу угостити до 7.000 медијског особља. Село је дизајнирано да прими преко 16.000 спортиста, а истовремено пружа довољно простора за друштвене и спортске потребе спортиста. Од 42 милијарде долара које је Пекинг потрошио на одржавање Љетњих олимпијских игара 2008. године, 1,827 милијарди долара отишло је за Олимпијско село.
Безбедност је била од изузетног значаја за спортисте, као и за њихове матичне земље. Током Олимпијских игара, екстремна влажност и загађење су били проблем, а чешки тим је вршио сопствена мјерења ваздуха како би осигурао здравље и безбједност својих спортиста.
Након Олимпијаде, станови на Олимпик Грин-у су претворени у стамбени дио. Због тога се за Зимске олимпијске игре 2022. године појавила потреба за изградњом још једног олимпијског села мањег обима. Ове нове зграде се налазе у јужном делу Олимпик Грин-а на простору некадашњих хокејашких и стреличарских терена у суседном дијелу Националног олимпијског спортског центра.

## Детаљи
- Укупна површина: 66 хектара
- Капацитет: 16.800
- Зграде: 42 (22 са шест и 20 са девет спратова)
- Локације: 9